# Ekonomická rada diecéze
Ekonomická rada diecéze nebo také rada pro hospodářské záležitosti (latinsky consilium a rebus oeconomicis) je v římskokatolické církvi pomocný a poradní orgán diecézního biskupa, který stojí v jejím čele. Na rozdíl od pastorační rady diecéze je její zřízení povinné. Úkolem ekonomické rady diecéze je mimo jiné sestavování rozpočtu diecéze a účetní kontrola ročního vyúčtování. Její postavení upravují kánony 492 a 493 CIC.